# Tedi Cara
Tedi Cara (Durazzo, 15 aprile 2000) è un calciatore albanese, attaccante dell'Oleksandrija.

## Biografia
Anche suo cugino Mario è un calciatore, che gioca nell'Egnatia.

## Carriera

### Club
Il 27 gennaio 2020 viene acquistato a titolo definitivo per 75.000 euro dalla squadra albanese del Partizani Tirana.
Il 4 gennaio 2025 viene acquistato a titolo definitivo per 200.000 euro dalla squadra ucraina dell'Oleksandrija.

### Nazionale
Ha giocato nella nazionale albanese Under-21.
Il 9 novembre 2022 ha debuttato con la nazionale maggiore giocando da titolare nella partita amichevole terminata 1-0 contro il Qatar.

## Statistiche

### Presenze e reti nei club
Statistiche aggiornate al 10 agosto 2025.
| Stagione                | Squadra                 | Campionato              | Campionato | Campionato | Coppe nazionali | Coppe nazionali | Coppe nazionali | Coppe continentali | Coppe continentali | Coppe continentali | Altre coppe | Altre coppe | Altre coppe | Totale | Totale |
| Stagione                | Squadra                 | Comp                    | Pres       | Reti       | Comp            | Pres            | Reti            | Comp               | Pres               | Reti               | Comp        | Pres        | Reti        | Pres   | Reti   |
| ----------------------- | ----------------------- | ----------------------- | ---------- | ---------- | --------------- | --------------- | --------------- | ------------------ | ------------------ | ------------------ | ----------- | ----------- | ----------- | ------ | ------ |
| 2016-2017               | Besa Kavajë             | KP                      | 11         | 1          | CA              | 0               | 0               | -                  | -                  | -                  | -           | -           | -           | 11     | 1      |
| 2017-2018               | Besa Kavajë             | KP                      | 12         | 0          | CA              | 1               | 0               | -                  | -                  | -                  | -           | -           | -           | 13     | 0      |
| 2018-2019               | Besa Kavajë             | KP                      | 18         | 3          | CA              | 2               | 1               | -                  | -                  | -                  | -           | -           | -           | 20     | 4      |
| 2019-gen. 2020          | Besa Kavajë             | KP                      | 13         | 8          | CA              | 1               | 1               | -                  | -                  | -                  | -           | -           | -           | 14     | 9      |
| Totale Besa Kavajë      | Totale Besa Kavajë      | Totale Besa Kavajë      | 54         | 12         |                 | 4               | 2               |                    | -                  | -                  |             | -           | -           | 58     | 14     |
| gen.-giu. 2020          | Partizani Tirana        | KS                      | 8          | 1          | CA              | 2               | 0               | UCL+UEL            | -                  | -                  | SA          | -           | -           | 10     | 1      |
| 2020-2021               | Partizani Tirana        | KS                      | 34         | 5          | CA              | 3               | 0               | -                  | -                  | -                  | -           | -           | -           | 37     | 5      |
| 2021-2022               | Partizani Tirana        | KS                      | 34         | 10         | CA              | 6               | 1               | UECL               | 4                  | 2                  | -           | -           | -           | 44     | 13     |
| 2022-2023               | Partizani Tirana        | KS                      | 35         | 6          | CA              | 5               | 0               | UECL               | 2                  | 1                  | -           | -           | -           | 42     | 7      |
| 2023-2024               | Partizani Tirana        | KS                      | 30+2       | 7+0        | CA              | 3               | 0               | UCL+UECL           | 2+6                | 1+4                | SA          | 1           | 0           | 44     | 12     |
| 2024-gen. 2025          | Partizani Tirana        | KS                      | 18         | 3          | CA              | 0               | 0               | UECL               | 4                  | 1                  | -           | -           | -           | 22     | 4      |
| Totale Partizani Tirana | Totale Partizani Tirana | Totale Partizani Tirana | 159+2      | 32+0       |                 | 19              | 1               |                    | 18                 | 9                  |             | 1           | 0           | 199    | 42     |
| gen.-giu. 2025          | Oleksandrija            | PL                      | 13         | 6          | CU              | 1               | 0               | -                  | -                  | -                  | -           | -           | -           | 14     | 6      |
| 2025-2026               | Oleksandrija            | PL                      | 2          | 0          | CU              | 0               | 0               | UECL               | 2                  | 0                  | -           | -           | -           | 4      | 0      |
| Totale Oleksandrija     | Totale Oleksandrija     | Totale Oleksandrija     | 15         | 6          |                 | 1               | 0               |                    | 2                  | 0                  |             | -           | -           | 18     | 6      |
| Totale carriera         | Totale carriera         | Totale carriera         | 228+2      | 50+0       |                 | 24              | 3               |                    | 20                 | 9                  |             | 1           | 0           | 275    | 62     |

### Cronologia presenze e reti in nazionale
| Cronologia completa delle presenze e delle reti in nazionale ― Albania | Cronologia completa delle presenze e delle reti in nazionale ― Albania | Cronologia completa delle presenze e delle reti in nazionale ― Albania | Cronologia completa delle presenze e delle reti in nazionale ― Albania | Cronologia completa delle presenze e delle reti in nazionale ― Albania | Cronologia completa delle presenze e delle reti in nazionale ― Albania | Cronologia completa delle presenze e delle reti in nazionale ― Albania | Cronologia completa delle presenze e delle reti in nazionale ― Albania |
| Data                                                                   | Città                                                                  | In casa                                                                | Risultato                                                              | Ospiti                                                                 | Competizione                                                           | Reti                                                                   | Note                                                                   |
| ---------------------------------------------------------------------- | ---------------------------------------------------------------------- | ---------------------------------------------------------------------- | ---------------------------------------------------------------------- | ---------------------------------------------------------------------- | ---------------------------------------------------------------------- | ---------------------------------------------------------------------- | ---------------------------------------------------------------------- |
| 9-11-2022                                                              | Marbella                                                               | Qatar                                                                  | 1 – 0                                                                  | Albania                                                                | Amichevole                                                             | -                                                                      | 65’                                                                    |
| 19-11-2022                                                             | Tirana                                                                 | Albania                                                                | 2 – 0                                                                  | Armenia                                                                | Amichevole                                                             | -                                                                      | 46’                                                                    |
| Totale                                                                 |                                                                        | Presenze                                                               | 2                                                                      |                                                                        | Reti                                                                   | 0                                                                      |                                                                        |

## Palmarès

### Club

#### Competizioni nazionali
- Campionato albanese: 1

Partizani Tirana: 2022-2023
- Supercoppa d'Albania: 1

Partizani Tirana: 2023